# Goruszka
Goruszka (411 m n.p.m.) – wyraźnie zaznaczające się wzgórze na Pogórzu Cieszyńskim, wznoszące się tuż na zachód od centrum Jaworza. Orograficznie wznosi się w grzbiecie, wybiegającym na północ od szczytu Borowina w Beskidzie Śląskim, na lewym brzegu Wysokiego Potoku. Wzgórze zbudowane jest z wapieni cieszyńskich i łupków cieszyńskich dolnych.

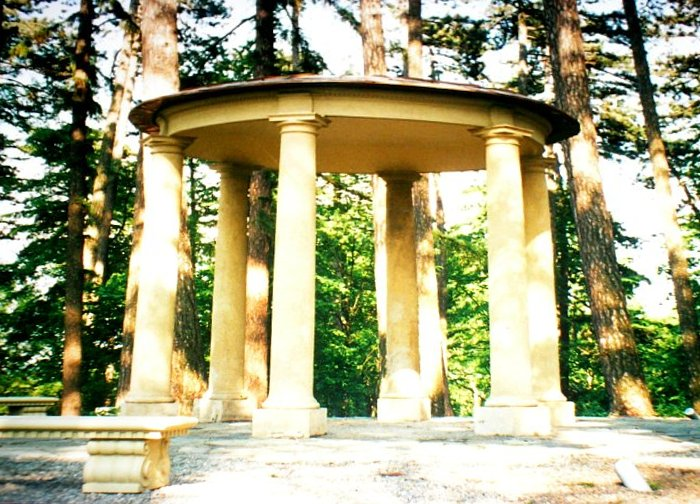
Glorieta na Goruszce

Szczyt porośnięty jest laskiem, w którym występują sosny czarne (Pinus nigra), sprowadzone tu w XIX w. z Karyntii przez ówczesnych właścicieli Jaworza, hrabiów Saint Genois d’Anneaucourt. Wśród sosen rosną nieliczne modrzewie. Na wzgórzu występują ponadto stanowiska goryczki trojeściowej, marzanki wonnej i bodziszka żałobnego.
Na starych mapach Goruszka nazywana jest Allianzberg (niem. Sojusznicza Góra). Nazwa związana jest z faktem, że Goruszka tak samo jak sąsiednia Młyńska Kępa wznosi się nad Jaworzem i razem tworzą północną część krawędzi Beskidu Śląskiego.
W okresie, gdy Jaworze było znanym uzdrowiskiem (druga poł. XIX w.), Goruszka wchodziła w obręb parku uzdrowiskowego. Na zalesionym szczycie Goruszki wznosi się do dziś typowy element dawnego, barokowego założenia parkowego: okrągła glorieta z XVIII w., podparta sześcioma klasycystycznymi kolumnami.